# Abronia mitchelli
Abronia mitchelli е вид влечуго от семейство Слепоци (Anguidae).

## Разпространение и местообитание
Видът е разпространен в Мексико.
Обитава тропически райони, гористи местности и склонове.